# Primelles
Primelles är en kommun i departementet Cher i regionen Centre-Val de Loire i de centrala delarna av Frankrike. Kommunen ligger  i kantonen Chârost som tillhör arrondissementet Bourges. År 2022 hade Primelles 193 invånare.

## Befolkningsutveckling
Antalet invånare i kommunen Primelles
Referens:INSEE